# Greggs
Greggs plc. (von 1951 bis 1983 Greggs Bakeries Limited) ist eine britische Backwarenkette, die ihren Sitz in Newcastle upon Tyne hat. Sie stellt in erster Linie Aufläufe, Wurstbrötchen, Sandwiches sowie süße Speisen wie Donuts und Vanilleschnitten für den Verkauf in eigenen Geschäften her. Daneben liefert Greggs Produkte an Franchise- und Großhandelspartner für den Verkauf in deren Geschäften. Die Kette verfügt über 2500 Verkaufsstellen in Großbritannien.
Das Unternehmen ist an der Londoner Börse gelistet und Teil des FTSE 250 Index.

## Geschichte
Greggs wurde 1939 von John Gregg als Bäckerei in Tyneside gegründet. Das erste Geschäft wurde 1951 in Gosforth, Newcastle upon Tyne, eröffnet. Als Gregg 1964 starb, übernahm sein Sohn Ian die Bäckerei. Als Greggs of Gosforth wurde am 30. April 1968 die erste industrielle Produktionsstätte in der Christon Road im Industriegebiet Gosforth eröffnet.
In den 1970er Jahren wuchs das Unternehmen durch die Übernahme anderer Bäckereien wie Rutherglen in Glasgow im Jahr 1972, Thurston's in Leeds im Jahr 1974, Broomfields the Bakers in London, Bowketts the Bakers in Kent, Tooks the Bakers (East Anglia) und Price's (Manchester) im Jahr 1976.
Im Jahr 1984 fand der Börsengang statt, wobei das Angebot 100-fach überzeichnet war. Neue Niederlassungen wurden in Birmingham (1984), Südwales (1985) und Nordlondon (1986) gegründet. Im Jahr 1996 wurde die Bäckereikette Birketts übernommen, ein Familienunternehmen mit Sitz im Lake District.
Im Jahr 1994 erwarb das Unternehmen die Bäckereikette Bakers Oven von Allied Bakeries. Im Jahr 1999 benannte Greggs seine 100 Braggs-Läden in Greggs of the Midlands und seine in Leeds ansässige Thurston-Kette in Greggs of Yorkshire um. Im Jahr 2008 benannte Greggs seine 165 Bakers Oven-Geschäfte in Greggs um. Das Unternehmen eröffnete 2011 in York sein 1500. Geschäft.
2013 begann Greggs, sich aus dem Bäckereimarkt zurückzuziehen, da sich die Auffassung durchgesetzt hatte, dass es auf diesem Gebiet nicht mit Supermärkten konkurrieren könne. Stattdessen konzentrierte sich das Unternehmen ausschließlich auf „Essen für unterwegs“, nachdem es festgestellt hatte, dass 80 % seines Geschäfts auf diesen Markt entfielen. Viele seiner Geschäfte öffnen jetzt früher und schließen später, um diejenigen anzusprechen, die zur Arbeit gehen und von der Arbeit kommen, das Frühstücksangebot wurde erweitert und der Verkauf von Brot und Scones wurde in vielen seiner Geschäfte eingestellt.
Im Jahr 2019 verfügte die Kette über 2000 Filialen, neun regionale Bäckereien, die lokale Produkte wie Scotch Pie in Schottland herstellen und beschäftigte 22.000 Mitarbeiter.

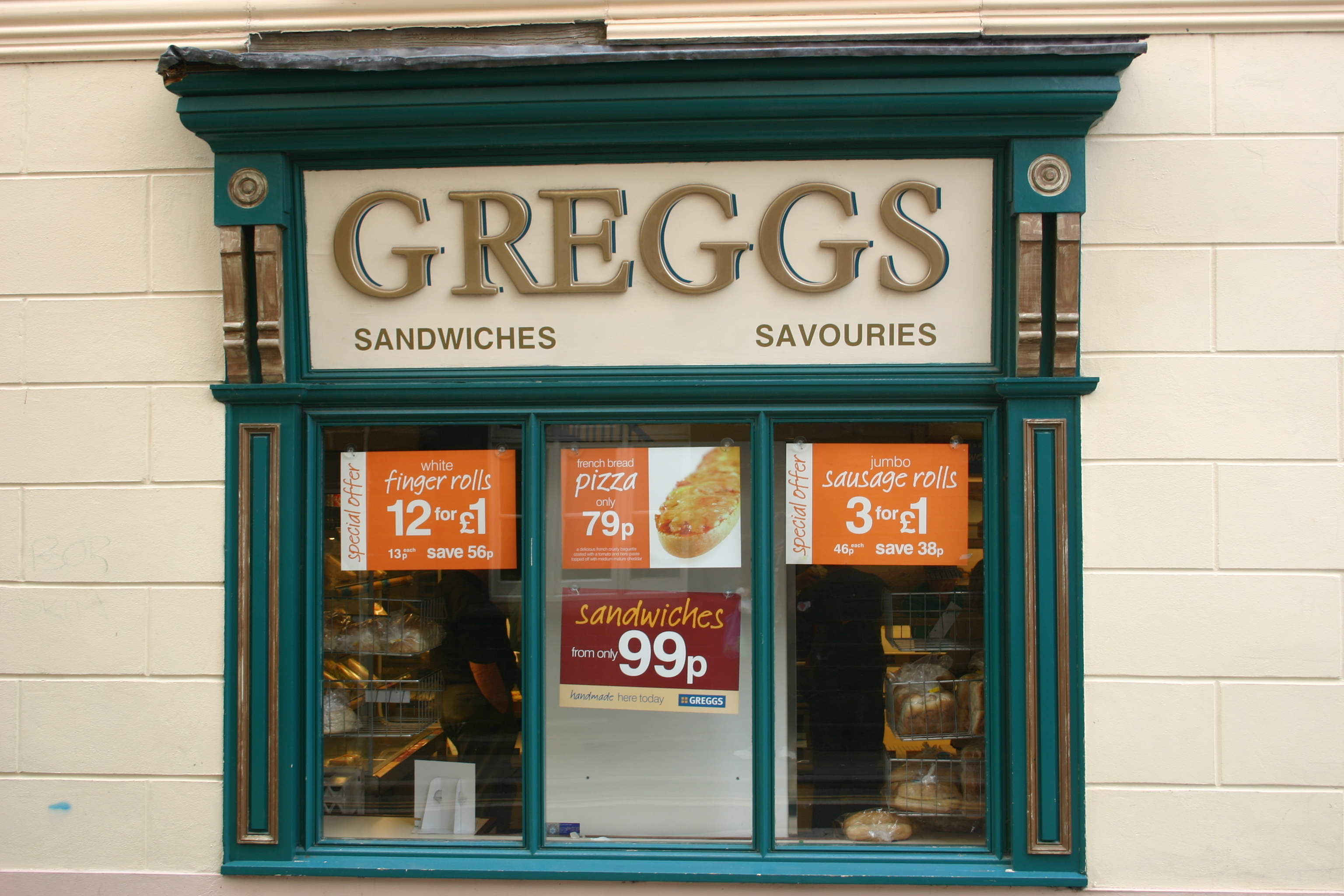
Schaufenster eines Greggs Ladens

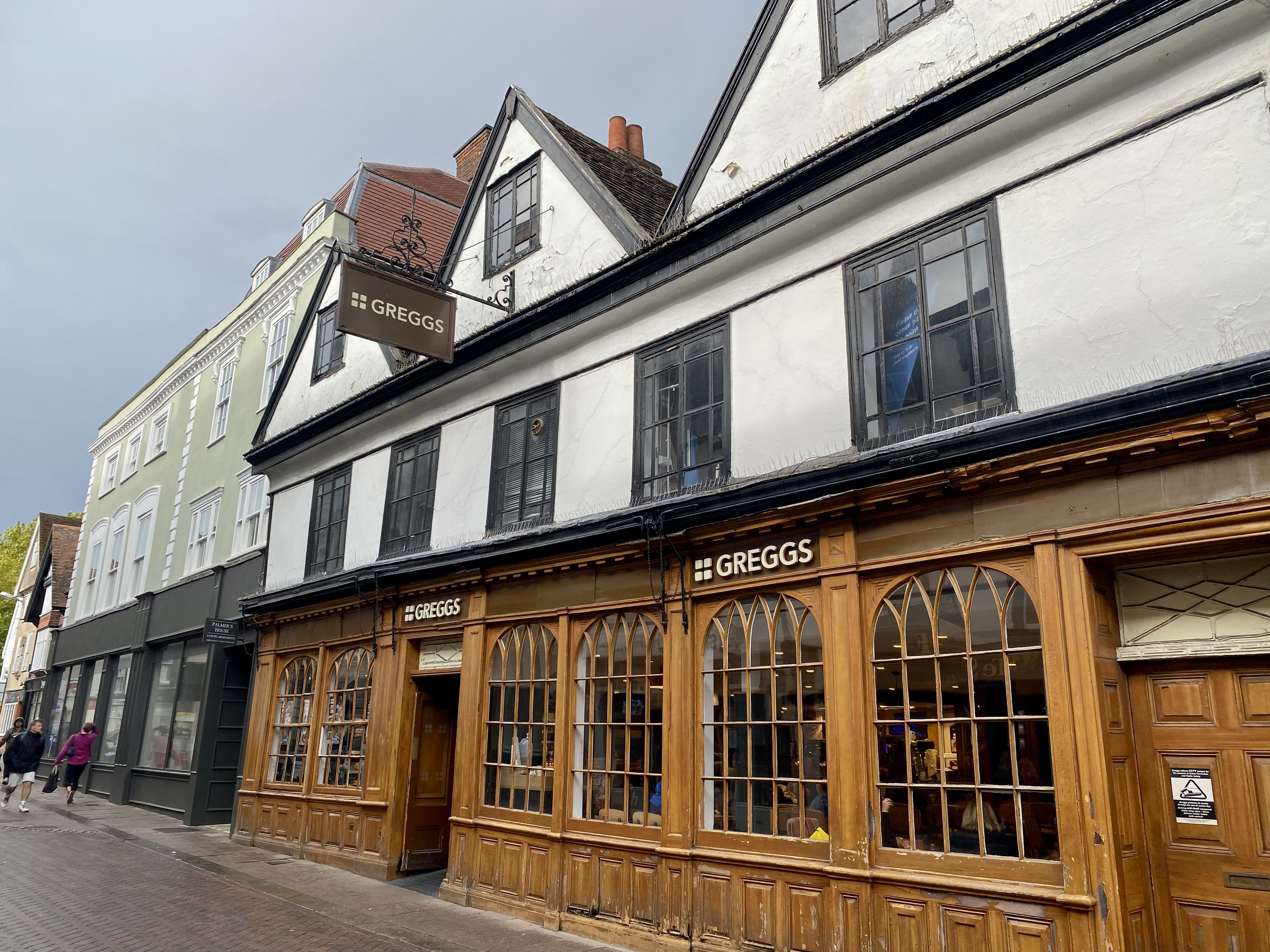
Verkaufsstelle in der Abbeygate Street, Bury St. Edmunds